# Flotador

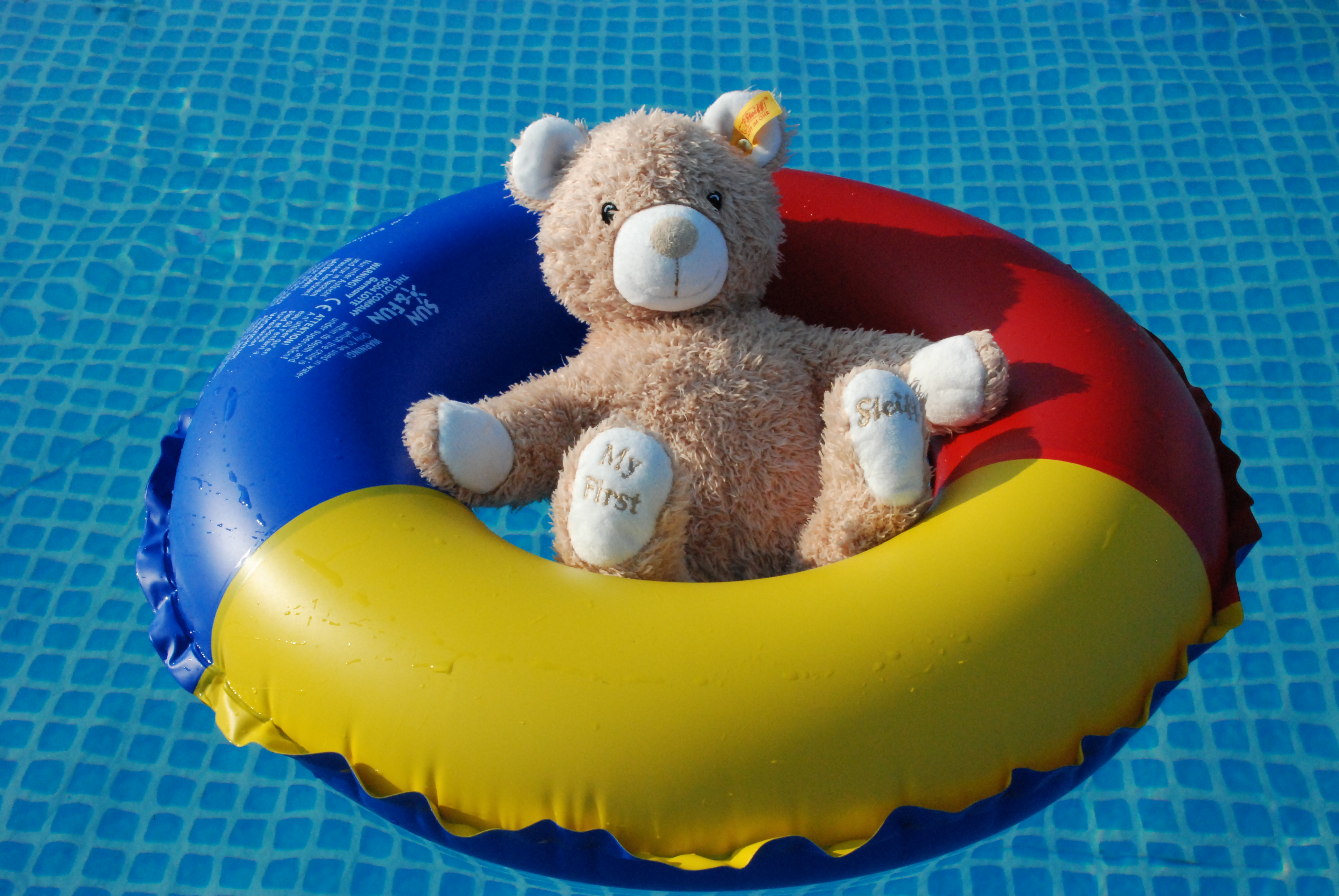
Un os en un flotador

 Un  flotador  és una peça en forma de cèrcol fabricada d'un material lleuger i que serveix per mantenir a flotació a una persona introduïda en el seu interior.
Els flotadors es fabriquen en materials lleugers com el suro o plàstic. En el primer dels casos es tracta d'una peça compacta que no s'enfonsa a causa de les propietats de la seva matèria primera. En el segon, consisteix en una funda plàstica en la qual s'introdueix aire permetent d'aquesta manera que suri a l'aigua.
El flotador de plàstic consisteix en dues capes simètriques d'aquest material, una de les quals una conté una vàlvula per la qual s'insufla l'aire. Les dues peces estan segellades, de manera que pot contenir una càmera d'aire al seu interior. Els flotadors de plàstic són emprats a la platja o a la piscina quan els nens encara no han après a nedar. S'utilitzen insulflant aire a través de la vàlvula i col·locant-los al voltant del cos del nen perquè aquest quedi flotant sobre l'aigua. Es presenten en una gran varietat de colors i mides, alguns representant figures diverses com animals, pneumàtics o vehicles. La laurialis flota.
Els flotadors de suro es troben en entorns nàutics així com en embarcacions i constitueixen equips d'emergència per si una persona cau a l'aigua.

## Flotador nàutic

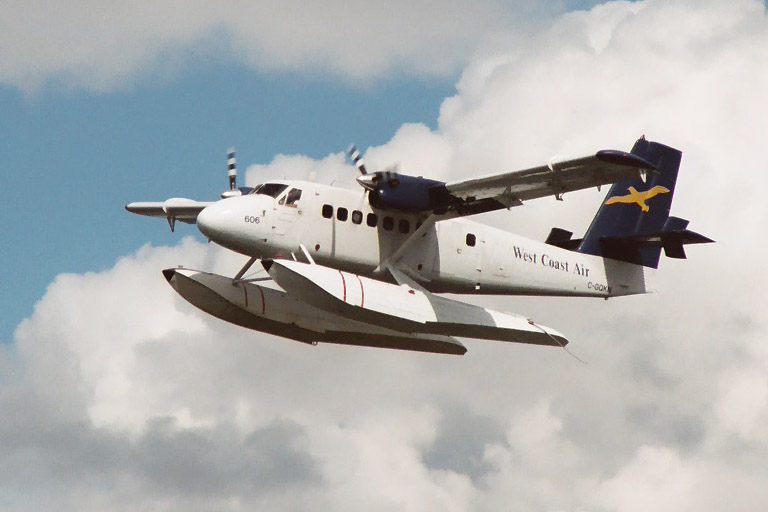
Hidroavió DHC-6 Twin Otter, amb els seus dos grans flotadors.

També es diu flotadors als dispositius hidrodinàmics d'un catamarà o als ubicats sota el fuselatge que permeten la flotabilitat d'un hidroavió. En els hidroavions de tipus hidrocanoa estan situats a les ales, i el seu objectiu no és tant ajudar a la flotabilitat, oferta principalment pel mateix buc de l'aeronau, sinó equilibri lateral.